# Nõmme Kalju Football Club 2019
Questa voce raccoglie le informazioni riguardanti il Nõmme Kalju Football Club nelle competizioni ufficiali della stagione 2019.

## Stagione
- In campionato il Kalju Nõmme termina al terzo posto (77 punti) dietro a Flora Tallinn (90) e Levadia Tallinn (78).
- In coppa nazionale viene eliminato ai quarti di finale dal Trans Narva (1-2)
- In Champions League supera il primo turno battendo i macedoni dello Škendija (2-2 complessivo con gol in trasferta a favore), poi viene eliminato al secondo turno dagli scozzesi del Celtic (0-7 complessivo).
- In Europa League viene eliminato al terzo turno dai lussemburghesi del F91 Dudelange (1-4 complessivo).
- In supercoppa nazionale batte il Levadia Tallinn (3-2) e vince per la prima volta l'Eesti Superkarikas.

## Maglie e sponsor
La divisa casalinga era composta da una maglia nera con rifiniture bianche, pantaloncini neri e calzettoni neri. Quella da trasferta era invece composta da una maglia magenta con rifiniture nere, pantaloncini magenta e calzettoni magenta.
| Casa | Trasferta |

## Rosa
| N. |                    | Ruolo | Calciatore              |
| -- | ------------------ | ----- | ----------------------- |
| 1  | Estonia (bandiera) | P     | Vitali Teleš (capitano) |
| 2  | Estonia (bandiera) | D     | Aleksandr Kulinitš      |
| 3  | Estonia (bandiera) | D     | Mikk Reintam            |
| 4  | Estonia (bandiera) | D     | Vladimir Avilov         |
| 5  | Italia (bandiera)  | D     | Maximiliano Uggè        |
| 6  | Estonia (bandiera) | D     | Deniss Tjapkin          |
| 7  | Francia (bandiera) | C     | Réginald Mbu Alidor     |
| 8  | Ucraina (bandiera) | C     | Vladyslav Chomutov      |
| 9  | Estonia (bandiera) | C     | Nikolai Mašitšev        |
| 11 | Brasile (bandiera) | A     | Liliu                   |
| 15 | Estonia (bandiera) | C     | Igor Subbotin           |
| 16 | Estonia (bandiera) | A     | Jevgeni Demidov         |

| N. |                          | Ruolo | Calciatore          |
| -- | ------------------------ | ----- | ------------------- |
| 17 | Estonia (bandiera)       | A     | Robert Kirss        |
| 18 | Estonia (bandiera)       | C     | Roman Sobtšenko     |
| 19 | Russia (bandiera)        | D     | Aleksandr Ivanjušin |
| 20 | Estonia (bandiera)       | C     | Aleksandr Volkov    |
| 21 | Estonia (bandiera)       | A     | Peeter Klein        |
| 24 | Estonia (bandiera)       | A     | Alex Matthias Tamm  |
| 26 | Ucraina (bandiera)       | D     | Andrij Markovyč     |
| 27 | Estonia (bandiera)       | C     | Sander Puri         |
| 43 | Estonia (bandiera)       | A     | Kaspar Paur         |
| 96 | Estonia (bandiera)       | P     | Pavel Londak        |
| 99 | Nuova Zelanda (bandiera) | A     | Max Mata            |
| 99 | Cile (bandiera)          | A     | Héctor Núñez        |